# Fruitland (Idaho)
Fruitland – miasto w Stanach Zjednoczonych, w stanie Idaho, w hrabstwie Payette.